# Этилхлорформиат
Этилхлорформиат — органическое вещество, этиловый эфир хлормуравьиной кислоты. В органическом синтезе применяется для этоксикарбонилирования различных нуклеофильных субстратов.

## Получение
Очистку этилхлорформиата проводят промыванием водой и последующей перегонкой при атмосферном давлении с использованием дефлегматора и хлоркальциевой трубки. Он медленно разлагается водой.

## Строение и физические свойства
Этилхлорформиат представляет собой бесцветную жидкость. Он смешивается с бензолом, хлороформом, диэтиловым эфиром, этанолом. Нерастворим в воде. Очень огнеопасен, лакримант, ирритант, токсичен при вдыхании и всасывании через кожу.

## Химические свойства
Важным свойством этилхлорформиата является его взаимодействие с разнообразными нуклеофилами. Карбоновые кислоты, депротонированные в α-положении двумя эквивалентами диизопропиламида лития, реагируют с этилхлорформиатом, давая моноэфиры малоновых кислот. Формально при этом происходит введение в молекулу этоксикарбонильной группы (этоксикарбонилирование). Этилхлорформиат при этом является более эффективным, чем диэтилкарбонат (хотя обработка подобных дианионов углекислым газом часто даёт ещё более высокий выход малонатов).
Также с хорошим выходом можно этоксикарбонилировать нитрилы, ацетали, 1,3-дитианы. Кетоны необходимо этоксикарбонилировать в виде енаминов.
В ряде случаев наблюдается О-этоксикарбонилирование. Так, алифатические спирты, фенолы и циангидрины реагируют с этилхлорформиатом в присутствии третичных аминов, давая карбонаты. У стероидов гидроксильные группы в экваториальном положении ацилируются селективно в присутствии аксиальных гидроксильных групп. При обработке кетонов тетраметилпиперидидом лития образуются литиевые еноляты, которые при обработке этилхлорформиатом дают карбонаты енолов. Енолизацию при этом важно проводить в присутствии ГМФТА, поскольку тогда исключается побочная реакция С-ацилирования. Натриевые и калиевые еноляты продукта ацилирования по атому кислорода не дают.
N-Этоксикарбонилирование наблюдается для азотсодержащих нуклеофилов. При этом третичные амины под действием этилхлорформиата могут отщеплять алкильные группы: в частности, существуют примеры N-деметилирования. Фталимид можно этоксикарбонилировать при обработке этилхлорформиатом его калиевой соли.
Этилхлорформиат реагирует с карбоновыми кислотами, давая смешанные ангидриды. Исторически эта реакция играла важное значение в синтезе пептидов и белков, однако потом она была заменена более эффективными методами